# Marcheren
Marcheren is het lopen in een georganiseerde en uniforme ritmische stoet, vaak uitgevoerd door militairen, maar ook door bijvoorbeeld fanfares, harmonieorkesten en majorettekorpsen. Marcheren is een onderdeel van exerceren, het oefenen in het uitvoeren van bepaalde militaire bevelen. Vaak gaat het marcheren gepaard met bevelen door een commandant, in het geval van marcherende militairen meestal een officier of onderofficier (sergeant). Het gebruikelijke bevel is “Mars!” Bij een mars zijn er voorschriften met betrekking tot kleding, groepering, en verschillende afstanden, namelijk de afstand tussen opeenvolgende personen en de afstand tussen naast elkaar lopende personen (ook interval genoemd). Verder probeert men meestal zo precies mogelijk naast en achter de aangrenzende wandelaars te blijven.
Vaak wordt er tijdens het marcheren een mars gespeeld of wordt het ritme aangegeven door een tamboers of slagwerksectie. Daardoor is het voor de marcheerders makkelijker de voeten gelijktijdig neer te zetten, in de maat te lopen. 
Soms wordt er op een onnatuurlijke manier gelopen, zoals bij de ganzenpas waarbij de benen hoog naar voren worden gezwaaid.

## Op de plaats marcheren
Men kan ook marcheren op de plaats, dus de typische marcheerbewegingen tonen zonder vooruit te komen. Dit is bijvoorbeeld een onderdeel van de aflossing van de wacht bij Buckingham Palace, vlak voor het 'op de plaats rust'. Er zijn mensen die bij op de plaats marcheren van nature een telgang tonen. Na de kleuterleeftijd kan dit duiden op een neurologisch probleem.

## Etymologie
De woorden mars en marcheren komen van het Franse marcher, dat gewoon lopen betekent. Een mars is een muziekstuk in 2/4- of 4/4-maat met het juiste tempo.